# HB Chelghoum Laïd
El HB Chelghoum Laïd, (en árabe: هلال بلدية شلغوم العيد‎) o simplemente HBCL es un equipo de fútbol de la ciudad Chelghoum Laïd que juega la Championnat National de Première Division, la máxima categoría de Argelia.

## Historia
Fue fundado en el año de 1945 y ha jugado la Ligue Nationale du Football Amateur como un club amateur hasta el 2020 cuando el 5 de agosto asciende a la Championnat National de Première Division 2.
El 18 de julio de 2021 logra coronarse campeón y ascender a la Championnat National de Première Division por primera vez en su historia.